# Oliarus aethiops
Oliarus aethiops är en insektsart som beskrevs av Van Stalle 1984. Oliarus aethiops ingår i släktet Oliarus och familjen kilstritar. Inga underarter finns listade i Catalogue of Life.